# Morkarlby

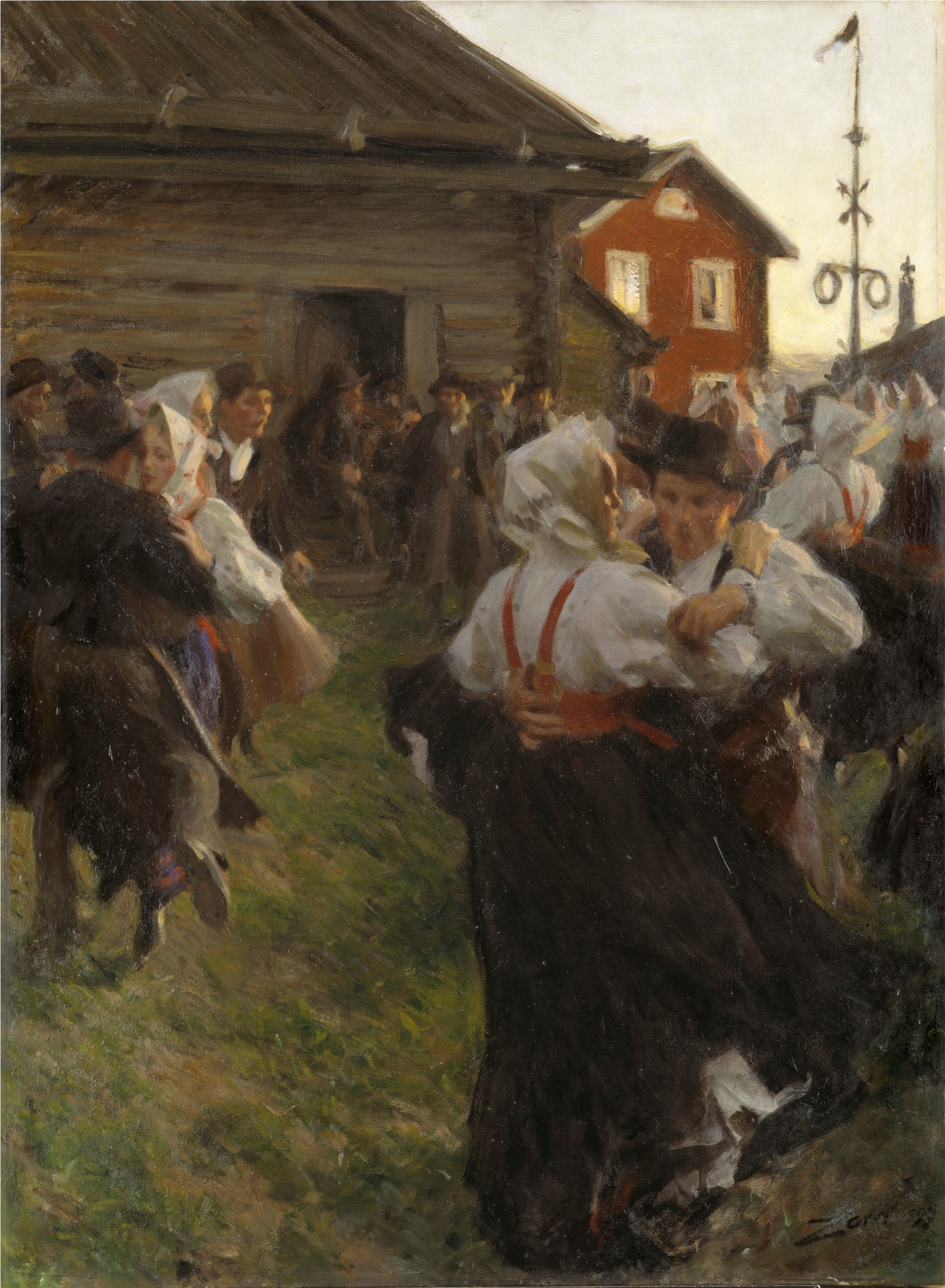
"Midsommardans" av Anders Zorn. Dansen sker i Morkarlby.

Morkarlby är en före detta by i Mora, idag ett villaområde.
Morkarlby var sen gammalt en av Moras viktigare byar. Redan 1457 var en av Moras sextungar namngiven efter Morkarlby ("Moorkarla sextunge"). I början av 1700-talet kom dock Morkarlby sextung att uppgå i Vika fjärding. På 1910-talet omfattade byn 72 gårdar. Mora epidemisjukhus anlades i början av 1900-talet i Morkarlby.
Under en bro över Hemulån i byn, en äldre bro i trä ersattes 1907 av en stenbro, skall enligt en sägen Gustav Vasa ha gömt sig undan danska spejare.
Morkarlby hade sina långfäbodar i Hemulsjö, vid Hemulsjön. Närfäbodar var Selbäcks fäbodar, några kilometer väster om Morkarlby.
Morkalby är representerad i Anders Zorns berömda tavla Midsommardans målad 1897.
Dagens Morkarlby är mestadels byggt under 1950-, 1960- och 1970-talen och består av mycket villor. Morkarlby är ett attraktivt område, och mycket villor och små hus byggs där.